# Rhagadolobium ambiguum
Rhagadolobium ambiguum är en svampart som först beskrevs av Franz Petrak, och fick sitt nu gällande namn av Arx 1962. Rhagadolobium ambiguum ingår i släktet Rhagadolobium och familjen Parmulariaceae.   Inga underarter finns listade i Catalogue of Life.